# 奥包乌伊堡
奥包乌伊堡（匈牙利語：Abaújvár）是匈牙利包尔绍德-奥包乌伊-曾普伦州所辖的一个村。总面积7.36平方公里，总人口217，人口密度29.5人/平方公里（2011年1月1日）。